# いつでも君は (曲)
「いつでも君は」（いつでもきみは）は、1967年9月1日に発売された水前寺清子のシングル。

## 概要
本楽曲は、MBS系テレビドラマ『いつでも君は』の主題歌として制作された。このドラマには水前寺清子自身も出演している。
また、本楽曲は1968年に制定された日本作詩大賞の第1回大賞受賞曲でもある。

## 収録曲
- 両楽曲共に、作詞：星野哲郎／作曲：米山正夫／編曲：小杉仁三

1. いつでも君は（3分4秒）
2. あの娘はいつも（3分24秒）